# Condado de San Juan de Violada
El condado de San Juan de Violada es un título nobiliario español creado por el rey Alfonso XII el 29 de diciembre de 1884 en favor de Lorenzo Oliver y Soler, por solicitud de los alcaldes de varios ayuntamientos y organismos de la provincia de Huesca.

## Condes de San Juan de Violada
|                                  | Titular                  | Periodo                  |
| Creación por Alfonso XII         | Creación por Alfonso XII | Creación por Alfonso XII |
| -------------------------------- | ------------------------ | ------------------------ |
| I                                | Lorenzo Oliver y Siquier | 1884-1885                |
| II                               | José Oliver y Méndez     | 1886-1928                |
| Rehabilitación por Juan Carlos I |                          |                          |
| III                              | Paloma Ruiz y Camps      | 1998-2006                |
| IV                               | Cristina Crespo y Ruiz   | 2012-hoy                 |

## Historia de los condes de San Juan de Violada
- Lorenzo Oliver y Soler (Mahón, 1822-10 de octubre de 1885), I conde de San Juan de Violada, hacendado de Huesca, inventor de una máquina de sembrar viña.[1]

El 25 de julio de 1886 le sucedió su hijo:
- José Oliver y Méndez (1854-Mahón, 6 de septiembre de 1928), II conde de San Juan de Violada. Se dedicó a la agricultura y realizó mejoras en las tierras de Vicién, poniendo en regadío mil hectáreas de terreno.[3]

Casó en 1880 con Josefina Noddnings Gibbson, de nacionalidad inglesa. Sin descendencia. El 10 de octubre de 1982, previa orden del 19 de julio del mismo año para que se expida la correspondiente carta de sucesión (BOE del 18 de septiembre), le sucedió:
- María de la Palmora Ruiz y Camps, III condesa de San Juan de Violada. Era hija de José María Ruiz Manent y su esposa Juana Camps Riudavets.[3]

Casó en 1956 con Alejandro Crespo Calabria, catedráctico de la Universidad Politécnica de Madrid, doctor ingeniero naval, Gran Cruz del Mérito Civil, comendador de la Orden de Isabel la Católica, caballero de la Hermandad del Santo Cáliz de Valencia, caballero de la Merced etc., quien fuera hijo de Alejandro Crespo Mathet y su esposa Ana Calabria Gil. El 24 de abril de 2012, previa orden del 30 de marzo del mismo año para que se expida la correspondiente carta de sucesión (BOE del 16 de abril), le sucedió su hija:
- Ana Cristina Crespo y Ruiz, IV condesa de San Juan de Violada.[7]

Casó el 24 de julio de 1988, en Madrid, con José Quetglas Jansá. El 14 de marzo de 2019, previa orden del 15 de enero del mismo año para que se expida la correspondiente carta de sucesión (BOE del día 29), le sucedió su hijo:
- Jaime Alejandro Quetglas de Crespo, V conde de San Juan de Violada.[2]